# Tillandsia secunda
Tillandsia secunda är en gräsväxtart som beskrevs av Carl Sigismund Kunth. Tillandsia secunda ingår i släktet Tillandsia och familjen Bromeliaceae.

## Underarter
Arten delas in i följande underarter:
- T. s. major
- T. s. secunda